# Aphanophleps adaucta
Aphanophleps adaucta är en fjärilsart som beskrevs av W. Warren 1901. Aphanophleps adaucta ingår i släktet Aphanophleps och familjen mätare. Inga underarter finns listade i Catalogue of Life.